# Coccocypselum condalia
Coccocypselum condalia är en måreväxtart som beskrevs av Christiaan Hendrik Persoon. Coccocypselum condalia ingår i släktet Coccocypselum och familjen måreväxter. Inga underarter finns listade i Catalogue of Life.